# PZL-110 Koliber
PZL-110 Koliber – samolot szkolno-sportowy, jest polską odmianą licencyjną francuskiego samolotu Socata Rallye powstałego w 1959 r., a produkowanego od 1961 r. 

## Historia
W 1976 r. PZL zakupiły licencję odmiany Rallye 100ST. Samolot został zmodyfikowany przez zamontowanie silnika PZL-Franklin 4A-235B3 oraz dostosowany do możliwości wytwórni. Oznaczenie zmieniono na PZL-110 Koliber. 18 kwietnia 1978 r. pierwszy lot wykonał zakupiony we Francji Rallye 100S z zamontowanym silnikiem PZL-Franklin, a 8 maja 1979 r. oblatany został PZL-110 zbudowany w całości w Polsce. Do końca 1987 r. zbudowano serię 36 egzemplarzy, które są używane głównie przez aerokluby.
Rozwinięciem konstrukcji PZL-110 są samoloty: PZL-110 Koliber 150 (określany także jako PZL-150 Koliber), PZL-110 Koliber 160 (Ostatnia wersja Kolibra) i PZL-111 Koliber 235 (nazywany także Senior). Powstał także dwumiejscowy samolot na podzespołach Kolibra PZL-112 Junior (skrzydła oraz podwozie). Nie wszedł jednak do produkcji seryjnej.
Konstrukcja metalowa, jednosilnikowy dolnopłat wolnonośny, podwozie trójpodporowe stałe.
Samolot posiada 4 miejsca. Wersja z silnikiem Franklin nie jest w stanie zabrać 4. dorosłych osób ze względu na zbyt słaby zespół napędowy. Dopuszczalna masa na tylnym siedzeniu wynosi 70 kg.
Napęd stanowi silnik  PZL-Franklin 4A-235B31 typu bokser o mocy 85 kW (116 KM). Następne wersje z silnikami Franklin posiadały także moc podwyższoną do 125 KM.